# Élections sénatoriales de 2014 en Saône-et-Loire
Les élections sénatoriales de 2014 en Saône-et-Loire ont lieu le dimanche 28 septembre. Elles permettent d'élire les trois sénateurs représentant le département au Sénat pour un mandat de six ans.

## Contexte départemental
La Saône-et-Loire fait partie des départements appartenant, avant la réforme de l'élection des sénateurs, à la série C. La moitié de cette série, dont les sénateurs ont été renouvelés pour la dernière fois en 2004, a été intégrée à la nouvelle série 1 renouvelée en 2011, l'autre moitié, dont la Saône-et-Loire, rejoint la Série 2 renouvelable en 2014. Les sénateurs sortants ont donc effectué un mandat de 9 ans, prolongé d'un an par le décalage des élections municipales et sénatoriales de 2007. 
Lors des Élections sénatoriales de 2004 en Saône-et-Loire, trois sénateurs ont été élus au scrutin majoritaire, tous trois issus de l'UMP: René Beaumont, Jean-Patrick Courtois et Jean-Paul Émorine. René Beaumont raccroche en 2014, tandis que Jean-Patrick Courtois et Jean-Paul Émorine briguent un nouveau mandat. 
Depuis 2004, le collège électoral, constitué des grands électeurs que sont les sénateurs sortants, les députés, les conseillers régionaux, les conseillers généraux et les délégués des conseils municipaux, a été entièrement renouvelé. 
Le corps électoral appelé à élire les nouveaux sénateurs résulte des élections législatives de 2012 qui ont permis à la gauche de faire le grand chelem dans le département où elle ne détenait précédemment que la moitié des sièges, les élections régionales de 2010 qui ont conforté la majorité de gauche au conseil régional de Bourgogne, les élections cantonales de 2008 et de 2011 qui n'ont pas remis en cause la très nette majorité de gauche au sein du conseil général, et surtout les élections municipales de 2014 qui ont vu un net recul de la gauche qui perd la plus grande ville du département Chalon-sur-Saône, mais aussi Montceau-les-Mines ainsi que nombre de communes moyennes: Louhans, Saint-Rémy, Châtenoy-le-Royal, Saint-Marcel, Tournus, Chagny, Cluny, Givry...
Mais l'évolution la plus significative pour ce qui concerne la Saône-et-Loire tient au changement de mode de scrutin, les départements élisant trois sénateurs étant dorénavant concernés par le scrutin à la proportionnelle avec listes paritaires, ce qui devrait, mécaniquement, faire perdre un siège à la droite qui détenait jusqu'alors les trois sièges de sénateurs du département. 

## Rappel des résultats de 2004
| Candidat et parti politique | Candidat et parti politique | Candidat et parti politique | Premier tour | Premier tour | Second tour | Second tour |
| Candidat et parti politique | Candidat et parti politique | Candidat et parti politique | Voix         | %            | Voix        | %           |
| --------------------------- | --------------------------- | --------------------------- | ------------ | ------------ | ----------- | ----------- |
|                             | Jean-Paul Émorine           | UMP                         | 853          | 52,69        |             |             |
|                             | Jean-Patrick Courtois       | UMP                         | 774          | 47,81        | 858         | 52,61       |
|                             | Jean-François Nicolas       | PS                          | 708          | 43,73        | 780         | 47,82       |
|                             | René Beaumont               | UMP                         | 558          | 34,47        | 807         | 49,48       |
|                             | André Chassort              | UDF                         | 71           | 4,39         | 135         | 8,28        |
|                             | Martine Hory                | PRG                         | 664          | 41,01        |             |             |
|                             | Guy Coulon                  | PCF                         | 641          | 39,59        |             |             |
|                             | Jean Girardon               | DVD                         | 294          | 18,16        |             |             |
|                             | Paul-Victor Sage            | DVD                         | 68           | 4,20         |             |             |
|                             | Robert Rolland              | DVD                         | 50           | 3,09         |             |             |
|                             | Marie-Christine Bignon      | FN                          | 29           | 1,79         |             |             |
|                             | Gilbert Froidevaux          | ECO                         | 8            | 0,49         |             |             |
|                             | Monique Louis               | DIV                         | 5            | 0,31         |             |             |
|                             | Jean Coupat                 | DIV                         | 2            | 0,12         |             |             |
|                             |                             |                             |              |              |             |             |
| Inscrits                    | Inscrits                    | Inscrits                    | 1 649        | 100,00       | 1 649       | 100,00      |
| Abstentions                 | Abstentions                 | Abstentions                 | 8            | 0,49         | 5           | 0,30        |
| Votants                     | Votants                     | Votants                     | 1 641        | 99,51        | 1 644       | 99,70       |
| Blancs et nuls              | Blancs et nuls              | Blancs et nuls              | 22           | 1,34         | 13          | 0,79        |
| Exprimés                    | Exprimés                    | Exprimés                    | 1 619        | 98,66        | 1 631       | 99,21       |

## Sénateurs sortants
| Sénateur | Sénateur              | Parti | Fonctions lors de l'élection en 2004                             |
| -------- | --------------------- | ----- | ---------------------------------------------------------------- |
|          | Jean-Paul Émorine     | UMP   | Sénateur sortant, conseiller général, maire de Sennecey-le-Grand |
|          | Jean-Patrick Courtois | UMP   | Sénateur sortant, maire de Mâcon                                 |
|          | René Beaumont         | UMP   | Ancien président du conseil général                              |

## Collège électoral
En application des règles applicables pour les élections sénatoriales françaises, le collège électoral appelé à élire les sénateurs de Saône-et-Loire en 2014 se compose de la manière suivante :
| Délégués des communes                             |                        |                       |                       |          |                     |
|                                                   | Conseillers municipaux | Délégués / commune    | Communes concernées   | Délégués | % collège électoral |
| Délégués des communes de moins de 9 000 habitants |                        |                       |                       |          |                     |
| - communes de < 100 habitants                     | 7                      | 1                     | 48                    | 48       | 2,86%               |
| - communes de < 500 habitants                     | 11                     | 1                     | 287                   | 287      | 17,09%              |
| - communes de < 1500 habitants                    | 15                     | 3                     | 170                   | 510      | 30,38%              |
| - communes de < 2 500 habitants                   | 19                     | 5                     | 37                    | 185      | 11,02%              |
| - communes de < 3 500 habitants                   | 23                     | 7                     | 6                     | 42       | 2,50%               |
| - communes de < 5 000 habitants                   | 27                     | 15                    | 6                     | 90       | 5,36%               |
| - communes de < 9 000 habitants                   | 29                     | 15                    | 13                    | 195      | 11,71%              |
| Délégués des communes de 9 000 à 29 999 habitants |                        |                       |                       |          |                     |
| - communes de < 10 000 habitants                  | 29                     | 29                    | 1                     | 29       | 1,73%               |
| - communes de < 20 000 habitants                  | 33                     | 33                    | 2                     | 66       | 3,93%               |
| - communes de < 30 000 habitants                  | 35                     | 35                    | 1                     | 35       | 2,08%               |
| Délégués des communes de 30 000 habitants et plus |                        |                       |                       |          |                     |
| - Mâcon (33 730 hab.)                             | 39                     | 46                    | 1                     | 46       | 2,74%               |
| - Chalon-sur-Saône (44 847 hab.)                  | 43                     | 61                    | 1                     | 61       | 3,63%               |
| Délégués des communes                             | Délégués des communes  | Délégués des communes | Délégués des communes | 1 594    | 94,94%              |
| Conseillers généraux                              | Conseillers généraux   | Conseillers généraux  | Conseillers généraux  | 57       | 3,39%               |
| Conseillers régionaux                             | Conseillers régionaux  | Conseillers régionaux | Conseillers régionaux | 20       | 1,19%               |
| Députés                                           | Députés                | Députés               | Députés               | 5        | 0,30%               |
| Sénateurs                                         | Sénateurs              | Sénateurs             | Sénateurs             | 3        | 0,18%               |
| Total                                             | Total                  | Total                 | Total                 | 1 679    | 100,00%             |

1. ↑  Dans les communes de moins de 9 000 le conseil municipal élit en son sein des délégués dont le nombre dépend de la taille de la commune.
2. ↑  Dans les communes de 9 000 à 29 999 habitants, tous les conseillers municipaux sont délégués. Il n'y a pas de délégués supplémentaires
3. ↑  Dans les communes de plus de 30 000 habitants, tous les conseillers municipaux sont délégués et, en complément, le conseil municipal désigne des délégués supplémentaires à raison d'un par tranche de 800 habitants au-delà de 30 000 habitants
4. ↑  Mâcon bénéficie aussi des dispositions pour commune fusionnée. Ainsi ses 46 délégués se répartissent comme suit: 
  - 3 délégués pour Sennecé-lès-Mâcon (658 hab)
  - 1 délégué pour Saint-Jean-le-Priche (404 hab)
  - 1 délégué pour Loché (340 hab)
  - 39 délégués de droit et 2 délégués supplémentaires pour Mâcon hors ces 3 communes associées (32 328 hab)

## Présentation des candidats
Les nouveaux représentants sont élus pour une législature de 6 ans au suffrage universel indirect par les grands électeurs du département. En Saône-et-Loire, les trois sénateurs sont élus au scrutin proportionnel plurinominal. Chaque liste de candidats est obligatoirement paritaire et alterne entre les hommes et les femmes. 10 listes ont été déposées dans le département, comportant chacune 5 noms. Elles sont présentées ici dans l'ordre de leur dépôt à la préfecture et comportent l'intitulé figurant aux dossiers de candidature.

### Union pour un mouvement populaire
| N° | Candidats | Candidats             | Parti | Principales fonctions            |
| -- | --------- | --------------------- | ----- | -------------------------------- |
| 01 |           | Jean-Patrick Courtois | UMP   | Sénateur sortant, maire de Mâcon |
| 02 |           | Marie Mercier         | UMP   | Maire de Châtenoy-le-Royal       |
| 03 |           | Fabien Genet          | UMP   | Maire de Digoin                  |
| 04 |           | Martine Chevallier    | UMP   | Maire de Beaurepaire-en-Bresse   |
| 05 |           | Jean-Louis Martin     | UMP   | Maire de Reclesne                |

### Europe Écologie Les Verts
| N° | Candidats | Candidats          | Parti | Principales fonctions |
| -- | --------- | ------------------ | ----- | --------------------- |
| 01 |           | François Lotteau   | EELV  |                       |
| 02 |           | Claire Mallard     | EELV  |                       |
| 03 |           | Abdoulkader Atteye | EELV  |                       |
| 04 |           | Carole Bonin       | EELV  |                       |
| 05 |           | Dominique Cornet   | EELV  |                       |

### Parti socialiste (dissidents)
| N° | Candidats | Candidats                  | Parti | Principales fonctions                     |
| -- | --------- | -------------------------- | ----- | ----------------------------------------- |
| 01 |           | Dominique Lotte            | PS    | Maire de Gueugnon                         |
| 02 |           | Françoise Verjux-Pelletier | PRG   | Conseillère générale                      |
| 03 |           | Rémy Rebeyrotte            | DVG   | Conseiller général, maire d'Autun         |
| 04 |           | Jocelyne Bernardet         | PS    | Adjointe au maire de Montchanin           |
| 05 |           | Christian Hamonic          | PS    | Conseiller municipal de Charnay-lès-Mâcon |

### Parti communiste
| N° | Candidats | Candidats         | Parti | Principales fonctions              |
| -- | --------- | ----------------- | ----- | ---------------------------------- |
| 01 |           | Nathalie Vermorel | PCF   | pConseillère régionale             |
| 02 |           | Serge Thirard     | PCF   | Conseiller municipal d’Azé         |
| 03 |           | Montserrat Reyes  | PCF   | Conseillère municipale du Creusot  |
| 04 |           | Roland Palluet    | PCF   | Conseiller municipal de Saint-Rémy |
| 05 |           | Isabelle Voillot  | PCF   | Conseillère municipale de Gueugnon |

### Parti socialiste - Parti radical de gauche
| N° | Candidats | Candidats                   | Parti | Principales fonctions              |
| -- | --------- | --------------------------- | ----- | ---------------------------------- |
| 01 |           | Jérôme Durain               | PS    | Conseiller régional                |
| 02 |           | Claudette Brunet Lechenault | PRG   | Vice-présidente du conseil général |
| 03 |           | Jean Piret                  | PS    | Maire de Suin                      |
| 04 |           | Édith Calderon              | PS    | Maire d'Écuisses                   |
| 05 |           | Alain Doulé                 | PS    | Maire de Saint-Germain-du-Plain    |

### Union pour un mouvement populaire (dissidents)
| N° | Candidats | Candidats           | Parti | Principales fonctions                 |
| -- | --------- | ------------------- | ----- | ------------------------------------- |
| 01 |           | Jean-Paul Émorine   | UMP   | Sénateur sortant                      |
| 02 |           | Marie-Claude Jarrot | UMP   | Maire de Montceau-les-Mines           |
| 03 |           | Paul Pluchaud       | UMP   | Conseiller général                    |
| 04 |           | Amelle Chouit       | DVD   | Adjointe au maire de Chalon-sur-Saône |
| 05 |           | Thierry Colin       | DVD   | Maire de l'Abergement-de-Cuisery      |

### Union des démocrates et indépendants
| N° | Candidats | Candidats      | Parti | Principales fonctions                           |
| -- | --------- | -------------- | ----- | ----------------------------------------------- |
| 01 |           | Jean Girardon  | UDI   | Conseiller général, maire de Mont-Saint-Vincent |
| 02 |           | Paule Mathy    | UDI   |                                                 |
| 03 |           | Marc Périllat  | UDI   |                                                 |
| 04 |           | Cécile Darphin | UDI   |                                                 |
| 05 |           | Daniel Juvanon | UDI   |                                                 |

### Front national
| N° | Candidats | Candidats              | Parti | Principales fonctions           |
| -- | --------- | ---------------------- | ----- | ------------------------------- |
| 01 |           | Christian Launay       | FN    | Conseiller régional             |
| 02 |           | Marie-Christiane Colas | FN    | Conseillère régionale           |
| 03 |           | Sébastien Alloin       | FN    |                                 |
| 04 |           | Corinne Mossire        | FN    | Conseillère municipale de Mâcon |
| 05 |           | Alain Taulin           | FN    |                                 |

### Nouvelle Donne
| N° | Candidats | Candidats            | Parti | Principales fonctions |
| -- | --------- | -------------------- | ----- | --------------------- |
| 01 |           | Rabia Franoux        | ND    |                       |
| 02 |           | Jean Claude Morestin | ND    |                       |
| 03 |           | Michèle Cence        | ND    |                       |
| 04 |           | Christophe Hadri     | ND    |                       |
| 05 |           | Jacqueline Meunier   | ND    |                       |

### Debout la République
| N° | Candidats | Candidats             | Parti | Principales fonctions |
| -- | --------- | --------------------- | ----- | --------------------- |
| 01 |           | Armand Roy            | DLR   | Maire de Flagy        |
| 02 |           | Catherine Dargaud     | DLR   |                       |
| 03 |           | Jean-Noël Chassigneux | DLR   |                       |
| 04 |           | France Robert         | DLR   |                       |
| 05 |           | Jérôme Laurent        | DLR   |                       |

## Résultats
| Tête de liste | Tête de liste         | Liste       | Voix  | %      | Sièges |  |
| ------------- | --------------------- | ----------- | ----- | ------ | ------ |  |
|               | Jean-Patrick Courtois | UMP         | 497   | 30,10  | 1      |  |
|               | Jérôme Durain         | PS-PRG      | 404   | 24,47  | 1      |  |
|               | Jean-Paul Émorine     | UMP         | 369   | 22,35  | 1      |  |
|               | Dominique Lotte       | PS-PRG      | 132   | 8,00   |        |  |
|               | Jean Girardon         | UDI         | 111   | 6,72   |        |  |
|               | Nathalie Vermorel     | PCF         | 43    | 2,60   |        |  |
|               | Christian Launay      | FN          | 33    | 2,00   |        |  |
|               | François Lotteau      | EELV        | 31    | 1,88   |        |  |
|               | Armand Roy            | DLR         | 16    | 0,97   |        |  |
|               | Rabia Franoux         | ND          | 15    | 0,91   |        |  |
|               |                       |             |       |        |        |  |
| Inscrits      | Inscrits              | Inscrits    | 1 679 | 100,00 |        |  |
| Abstentions   | Abstentions           | Abstentions | 6     | 0,36   |        |  |
| Votants       | Votants               | Votants     | 1 673 | 99,64  |        |  |
| Blancs        | Blancs                | Blancs      | 14    | 0,84   |        |  |
| Nuls          | Nuls                  | Nuls        | 8     | 0,48   |        |  |
| Exprimés      | Exprimés              | Exprimés    | 1 651 | 98,68  |        |  |